# КриптоПро
КриптоПро — комплекс программных инструментов для обеспечения информационной безопасности, разработанных в одноимённой компании. В нём имеются криптопровайдер (англ. CSP), функции работы с электронной цифровой подписью, средства для шифрования данных, для создания защищённых каналов связи и для выполнения аутентификации пользователей
КриптоПро CSP является коммерческим сертифицированным ФСБ России программным средством криптографической защиты информации (СКЗИ).

## Применение
КриптоПро CSP используется при работе с российскими государственными информационными системами, его функции:
- формирование ключа ЭЦП и его проверка;
- шифрование данных при их передаче;
- поддержание работы некоторых соединений и протоколов;
- контроль целостности программного обеспечения;
- защита от несанкционированного изменения информации.

КриптоПро DSS разработан как облачный сервис, хранящий ключи и сертификаты пользователей и предоставляющий аутентифицированный доступ к ним для формирования электронной подписи.
КриптоПро HSM используется для обеспечения безопасности платежей банковскими картами.
КриптоПро JCP используется для работы с электронной подписью, в частности, в российской системе межведомственного электронного взаимодействия.

## История
Летом 2023 года компания «КриптоПро» получила сертификаты, позволяющие использовать разработанные ей HSM-модули (англ. Hardware Security Module) для шифрования карточных платежей (российские банки обязаны перейти HSM-модули российской разработки с 1 января 2024 года, заместив ими продукцию ушедшей из страны компании Thales).

## Продукты КриптоПро
- КриптоПро CSP — криптопровайдер
ПО «КриптоПро CSP» имеет сертификат ФСБ и может использоваться в качестве СКЗИ в государственных организациях и для взаимодействия с ними[2][7].
- КриптоПро HSM — программно-аппаратный криптографический модуль[4] (основное применение — шифрование банковских платежей)[5].
- КриптоПро DSS — программно-аппаратный комплекс централизованного (облачного) защищённого хранения закрытых ключей пользователей[4].
- КриптоПро JCP — криптопровайдер, написан на Java, работает в Windows и в Linux[6].
- КриптоПро Sharpei — средство криптографической защиты информации на платформе Microsoft .Net Framework, аналог КриптоПро CSP[8].
- КриптоПро TSP — программно-аппаратный комплекс, реализующий службу штампов времени по протоколу TSP (англ. Time-Stamp Protocol)[9].
- КриптоПро OCSP — программно-аппаратный комплекс, реализующий функции установления статуса сертификатов на основе протокола OCSP (англ. Online Certificate Status Protocol) в составе удостоверяющего центра, сертифицированного ФСБ России[10].
- КриптоПро УЦ — удостоверяющий центр, сертифицированный ФСБ России на уровне КС2[11].
- АРМ разбора конфликтных ситуаций (часть КриптоПро УЦ)[11].
- КриптоПро Revocation Provider[источник не указан 81 день].
- Крипто Про ЭЦП Browser‑plugin, другие названия: КриптоПро CADESCOM и Кадеском — плагин для браузеров веб-страниц, необходимый для создания и проверки электронной подписи на web-страницах с использованием КриптоПро CSP[12].
- КриптоПро PDF — модуль для проверки электронной подписи, работающий совместно с КриптоПро CSP, предназначенный для формирования и проверки электронной подписи в документах PDF, работает с программами Adobe Reader и Adobe Acrobat[13].
- КриптоПро TLS — средство аутентификации и шифрования, работающее на транспортном уровне модели OSI, оно использует протокол Диффи — Хеллмана и позволяет туннелировать сетевой трафик между абонентами защищённой сети[11].
- КриптоПро Winlogon — средство аутентификации пользователя домена Active Directory в ОС Windows по протоколу Kerberos, входит в комплект КриптоПро CSP, а также распространяется отдельно[14].
- КриптоПро EAP-TLS[источник не указан 81 день].
- КриптоПро IPSec — средство для создания защищённых каналов передачи данных в сетях связи, работающих по протоколу IP[15].
- КриптоПро NGate, криптографический сетевой программный комплекс КриптоПро NGate — сервер VPN, обеспечивающий защищённый доступ удалённых пользователей к информационным ресурсам локальной сети[16].
- Secure Pack Rus — программный пакет для интеграции российского алгоритма шифрования в ОС Windows XP[17].

### Программы и утилиты
- Приложение командной строки cryptcp
- ЭЦП процессор
- cptools — графические инструменты КриптоПро

### Совместные разработки
- КриптоПро Рутокен CSP — программно-аппаратное средство защиты информации, разработанное компаниями Крипто Про и Актив[18].
- КриптоПро eToken CSP — программно-аппаратное средство для работы с квалифицированной электронной подписью с неизвлекаемым закрытым ключом, разработанное компаниями Крипто Про и Аладдин[19].

## Критика
Рядовые пользователи неоднократно отмечали сложность в установке и использовании программных комплексов Крипто Про.
Исследователи отмечали проблемы в оптимизации и совместимости продуктов «КриптоПро» с популярными веб-браузерами.
У программ Крипто Про есть особенности поддержки сертификатов и кодировки разными сайтами.
Программы Крипто Про имеют ряд технических проблем, затрудняющих использование электронного документооборота.
В ряде ситуаций электронного взаимодействия и документооборота с государственными службами практически не существует альтернативы использованию ПО от компании «КриптоПро» (единственной альтернативой для российского рынка является ViPNet CSP, однако она имеет ряд собственных особенностей, из-за которых эти решения не являются прямыми конкурентами). Программные комплексы Крипто Про имеют сертификацию как по ГОСТ, так и от ФСБ, и активно интегрированы в государственный электронный документооборот. Всё это вкупе привело к фактической монополии компании на рынке в России, особенно в области взаимодействия с ФНС.